# Ubaruku
Ubaruku è una circoscrizione mista (mixed ward) della Tanzania situata nel distretto di Mbarali, regione di Mbeya. Conta una popolazione di 29 197 abitanti (censimento 2012).